# Dulcie Range National Park
Dulcie Range National Park är en nationalpark i Australien.   Den ligger i delstaten Northern Territory, i den centrala delen av landet, 1 900 km nordväst om huvudstaden Canberra. Dulcie Range National Park ligger 532 meter över havet.
Omgivningarna runt Dulcie Range National Park är i huvudsak ett öppet busklandskap.